# Lunatic
「Lunatic」（ルナティック）は、SM☆SHの1枚目のシングル。

## 解説
- 大韓民国の5人組ユニットによる日本デビュー作及び読売テレビ制作・日本テレビ系『ダウンタウンDX』エンディングテーマ。
- カップリングの「BABY I LOVE YOU」はTBS系『がっちりアカデミー!!』エンディングテーマ。ZARD、SKE48、三枝夕夏 IN dbなどの作曲を手掛けてきた小澤正澄が、初めて作詞を担当した。
- 初回盤Aは表題曲のPVとメイキングを収録したDVD付き、初回盤Bはカレンダー付き。通常盤はトレーディングカードを封入。

## 収録曲
1. Lunatic
作詞 - Kenn Kato / 作曲・編曲 - Face 2 fAKE
2. BABY I LOVE YOU
作詞 - 三枝幸子・小澤正澄 / 作曲・編曲 - 小澤正澄